# Donald Edgar Tewes

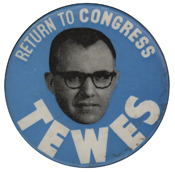
Parteiabzeichen für den Wahlkampf (1958)

Donald Edgar Tewes (* 4. August 1916 in Merrill, Lincoln County, Wisconsin; † 29. August 2012 in Waukesha, Wisconsin) war ein US-amerikanischer Politiker. Zwischen 1957 und 1959 vertrat er den Bundesstaat Wisconsin im US-Repräsentantenhaus.

## Werdegang
Donald Tewes besuchte die Trinity Lutherian School und die Merrill High School. Danach studierte er bis 1938 an der Valparaiso University in Indiana. Nach einem anschließenden Jurastudium an der University of Wisconsin–Madison und seiner im Jahr 1940 erfolgten Zulassung als Rechtsanwalt begann er in Merrill in seinem neuen Beruf zu arbeiten. Während des Zweiten Weltkrieges war er Nachrichtenoffizier im Fliegerkorps der US Army. Dabei war er im asiatischen Raum um China, Burma und Indien eingesetzt. Bis zu seinem Ausscheiden aus dem Militärdienst hatte er es bis zum Major gebracht. Seit 1947 war er Präsident der Firma Tewes Plastic Corp., die in Waukesha ansässig ist.
Politisch schloss sich Tewes der Republikanischen Partei an. Bei den Kongresswahlen des Jahres 1956 wurde er im zweiten Wahlbezirk von Wisconsin in das US-Repräsentantenhaus in Washington, D.C. gewählt, wo er am 3. Januar 1957 die Nachfolge von Glenn Robert Davis antrat. Da er bei den Wahlen des Jahres 1958 dem Demokraten Robert Kastenmeier unterlag, konnte er bis zum 3. Januar 1959 nur eine Legislaturperiode im Kongress absolvieren. Diese war von den Ereignissen des Kalten Krieges geprägt. Im Jahr 1960 bewarb sich Tewes noch einmal erfolglos um die Rückkehr in den Kongress. Danach zog er sich aus der Politik zurück und widmete such wieder seinen geschäftlichen Angelegenheiten. Bis zu seinem Tod lebte er in Waukesha.